# Sin (divinità)

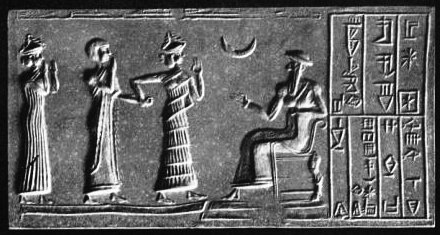
Impressione del sigillo cilindrico di Ḫašḫamer, ensi (sommo sacerdote) di Sin a Iškun-Sin, c. 2100 a. C. La figura seduta è probabilmente il re Ur-Nammu che conferisce l'incarico di governatore a Ḫašḫamer, condotto davanti a lui da una lamma (dea protettrice). Lo stesso Sin / Nanna è presente sotto forma di mezza luna.

Sin (in Akkadico: 𒂗𒍪 Su'en, Sîn) o Nanna (Sumerico: 𒀭𒋀𒆠 DŠEŠ.KI, DNANNA), chiamato anche "divina falce di luna", era il dio della luna nella mitologia babilonese, protettore del ciclo lunare e degli elementi naturali a esso connessi, e anche considerato protettore dei pastori. Le due principali sedi di culto si trovavano a Ur e a Carre, ma in tutta la Mesopotamia vi sono numerosi templi dedicati al dio. 
Durante il periodo in cui la città di Ur si sviluppa sulla valle dell'Eufrate (tra il 2600 e il 2400 a.C.), Sin è considerato il dio supremo del pantheon, il "Padre degli Dei", "Capo degli Dei" o "Creatore di tutte le cose". Chiamato anche "Colui il cui cuore non può essere letto", si diceva riuscisse a "vedere più lontano" di tutti gli altri dèi. Secondo la leggenda, a ogni luna nuova, gli dei, riuniti in consiglio, ricevevano da Sin le predizioni sul futuro.
Sīn era anche il nome del dio pre-islamico della luna e delle ricchezze venerato ad Hadhramaut.

## Significato del nome
Il significato originale del nome Nanna è sconosciuto. La prima ortografia riscontrata è localizzata ad Ur ed Uruk è DLAK-32.NA (dove NA deve essere inteso come complemento fonetico). Il nome della città di Ur, compitato (cuneiforme: 𒋀𒀕𒆠) LAK-32.UNUGKI = URIM2KI, deriva a sua volta dal théonymon e significa "la dimora (UNUG) di Nanna (LAK-32)".
Il segno pre-classico LAK-32 crolla più tardi con ŠEŠ (l'ideogramma per "fratello") e la classica grafia sumera è DŠEŠ.KI, con la lettura fonetica na-an-na. Il termine tecnico per la falce di luna potrebbe anche riferirsi alla divinità, (cuneiforme: 𒀭𒌓𒊬 DU4.SAKAR. Più tardi, il nome è scritto logograficamente come DNANNA.
Il dio semitico della luna Su'en / Sin fu in origine una divinità separata dalla Sumera Nanna, ma dal periodo dell'impero accadico i due subirono una sincretizzazione e vennero identificati nella stessa divinità. L'occasionale grafia assira di DNANNA-ar DSu'en-e è dovuta all'associazione con l'accidentale na-an-na-ru "illuminatore, lampada", un epiteto del dio della luna. Il nome del dio lunare assiro Su'en / Sîn è solitamente scritto come DEN.ZU, o semplicemente con il numero 30, (cuneiforme: 𒀭𒌍 DXXX).
Anticamente la regione del Monte Sinai era una delle sedi del culto di questo dio; "Sinai" si potrebbe tradurre quindi con "monte di Sin" oppure "territorio di Sin".

## Caratteristiche di Sin

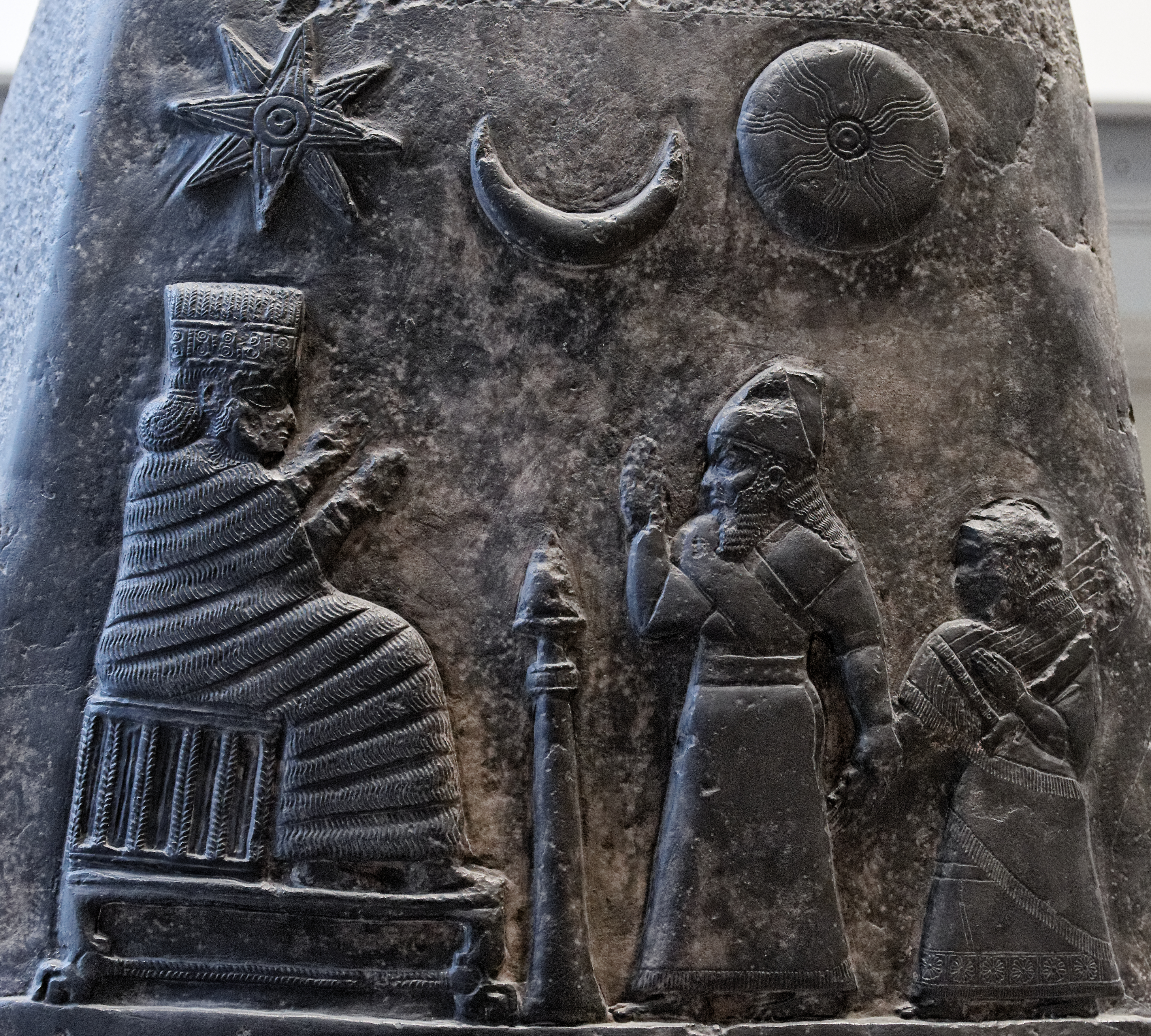
Rappresentazione della falce di luna che simboleggia Nanna / Sîn (tra il sole che simboleggia Shamash e la stella che simboleggia Ishtar) sul kudurru di Meli-Shipak (1186-1172 aC), Museo del Louvre.

La sua sposa era Ningal ("Grande Signora"), con la quale Sin generò Šamaš (in sumerico Utu, il dio del Sole) e Inanna / Ishtar (la dea della fecondità e del pianeta Venere). Dall'unione con Nigal nacque un terzo figlio, Ishkur (dio della pioggia e della tempesta), alcune fonti lo considerano anche il padre di Ereshkigal (dea della terra di non ritorno, degli inferi e della morte). La tendenza a centralizzare i poteri dell'universo portò all'istituzione della dottrina di una triade composta da Sin / Nanna e dai figli avuti con Ningal. I loro simboli erano rispettivamente la mezza luna (Sin), la stella a otto punte (Ishtar/Inanna) e il disco solare (Utu/Shamash). Questa triade chiamata "Triade sacra" o "Triade semitica" fu incorporata nel Pantheon mesopotamico durante il periodo accadico (2200-2100 a.C.).
Nei sigilli cilindrici, Sin è rappresentato come un vecchio con una folta barba di lapislazzuli o con il simbolo della mezza luna. Nel sistema teologico-astrale è rappresentato dal numero 30 e dalla luna. Questo numero si riferisce probabilmente al numero medio di giorni (correttamente circa 29,53) in un mese lunare, misurato tra le successive nuove lune. Altre rappresentazioni lo vedono cavalcare un toro alato. Così come la luna e il treppiede (che potrebbe essere una lampada antica), il toro faceva parte dei suoi simboli, gli fu attribuito a causa di suo padre, Enlil, chiamato "Toro del cielo".
Per la mitologia sumera, governa il passaggio dei mesi ed è il dio che controlla le maree, i cicli mestruali e, in generale, i processi ciclici associati alla luna o al mese lunare.
Un importante testo sumero ("Enlil e Ninlil") parla della discesa di Enlil e Ninlil, incinta di Nanna, negli inferi. Lì, ci sono tre "sostituzioni" per permettere l'ascesa di Nanna. La storia mostra alcune somiglianze con il testo noto come "La discesa di Inanna".

## Luoghi di Culto

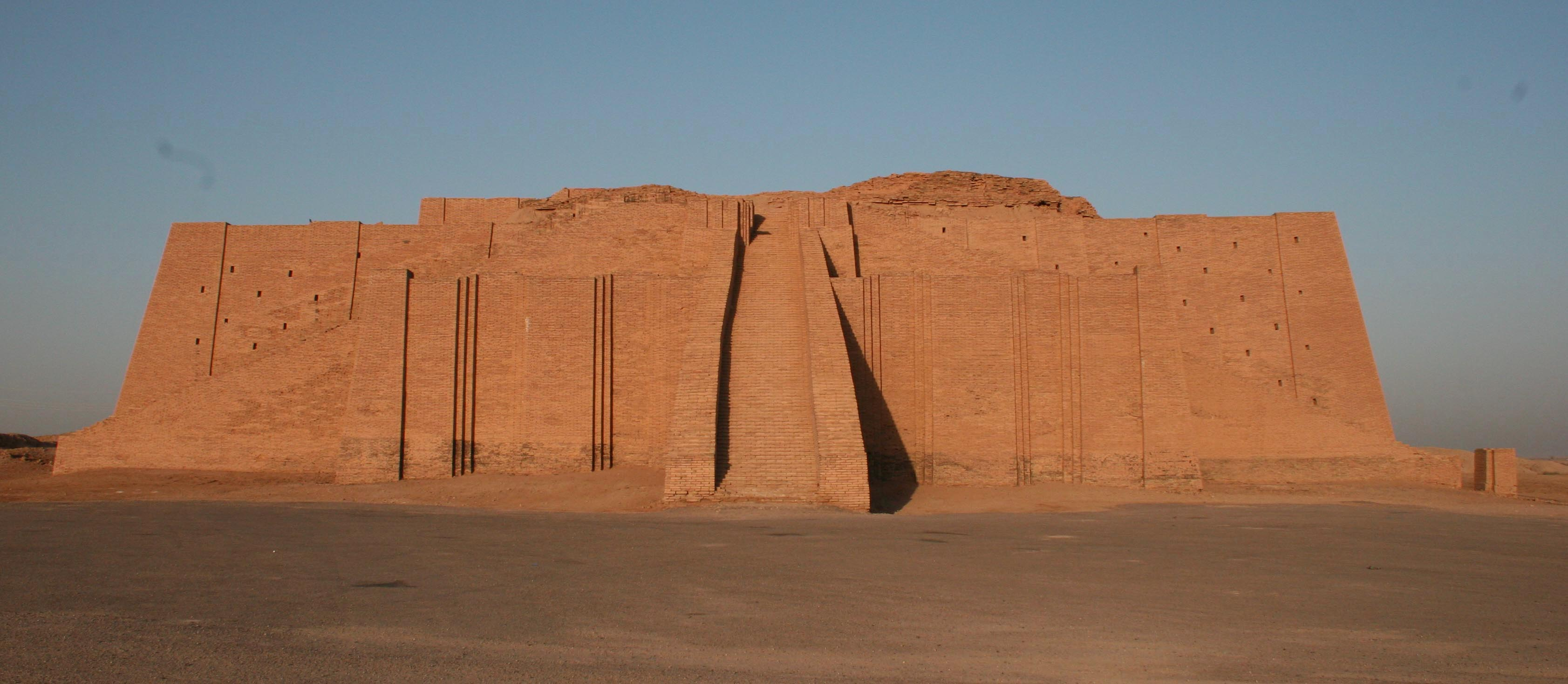
La grande zuqqurat di Ur ai giorni nostri, dopo il restauro.

I principali luoghi di culto erano il tempio E-kishnugal a Ur, nel sud della Mesopotamia, e un santuario ad Ḥarrān (حرّان, per i romani Carre) nel nord. 
In Ur si chiamava E-gish-shir-gal (cuneiforme: 𒂍𒄑𒋓𒃲 e2-gish-shir-gal, "casa della grande luce") ed è lì che si sviluppò la figura della sacerdotessa En. Era un titolo molto potente nelle mani di una principessa, il caso più notevole fu Enheduanna, figlia del re Sargon di Akkad, ed era la principale carica di culto associata al culto di Nanna / Sin. Sin aveva anche un santuario ad Harran, chiamato E-jul-jul (cuneiforme: 𒂍𒄾𒄾 e-ḫul-ḫul, "casa della gioia"). 
Il culto del dio della luna si estese ad altri centri, difatti i templi a lui dedicati si trovano in tutte le grandi città di Babilonia e Assiria. In particolare un santuario dedicato a Sin, con iscrizioni siriache che invocano il suo nome, risale ai secoli II e III ed è situato in Sumatar Harabesi, nelle montagne Tektek, non lontano da Harran ed Edessa.
A Babilonia aveva anche un altro tempio chiamato E-Tur-Kalam-Ma.
Nel 1789 a. C. Hammurabi costruì un trono per adorare Sin.

## Il dio Lunus
Sebbene alcuni studiosi abbiano suggerito che il dio romano Lunus possa essere la forma latinizzata di Men, altri l'hanno associata al dio Sin.
L'Historia Augusta riporta che l'imperatore romano Caracalla venne assassinato nel 217 mentre era diretto a Carre per venerare appunto Lunus. Lo stesso autore riporta l'opinione diffusa nella regione secondo cui, colui che avesse venerato tale divinità lunare, riferendosi ad essa al femminile, sarebbe stato soggetto alla volontà delle donne; mentre chi si fosse riferito ad essa al maschile, avrebbe dominato la propria vita.